# Jan Šimůnek
Jan Šimůnek (Praga, 20 de fevereiro de 1987) é um futebolista da República Checa. Actualmente joga no VfL Bochum da Alemanha.

## Títulos
Sparta Praga
- Campeonato Tcheco: 2005.

Wolfsburg
- Campeonato Alemão: 2009.